# Oh Yeon-seo
Oh Yeon-seo (hangul: 오연서; rr: O Yeon-seo; MR: O Yŏnsŏ, nascida Oh Haet-nim (hangul: 오햇님); 22 de junho de 1987), é uma atriz, cantora e modelo sul-coreana, mais conhecida por seus papéis nas séries My Husband Got a Family (2012), Jang Bo-ri is Here! (2014), Shine or Go Crazy (2015), Come Back Mister (2016), My Sassy Girl (2017), A Korean Odyssey (2017–18), Love with Flaws (2019–20), Mad for Each Other (2021) e Café Minamdang (2022).

## Início da vida
Oh nasceu em Jinju, na província de Gyeongsang do Sul, mas cresceu e viveu no condado de Changnyeong. No segundo ano do ensino médio, Oh seguiu um grupo de amigos para uma audição na SM Entertainment, realizada em Daegu, mas foi rejeitada. No entanto, outra empresa a contatou dizendo que ela havia sido aprovada, resultando na sua mudança para Seul, e estreando como cantora quatro meses depois, aos 15 anos.
Oh foi aceita na Anyang Arts High School e, após a dissolução de sua banda, acabou se tornando uma atriz. Ela mudou seu nome de Haet-nim para Yeon-seo depois de consultar um xamã com sua mãe.
Oh então entrou na Universidade Dongguk, ingressando no Departamento de Teatro e Cinema.

## Carreira

### Estreia
Oh Yeon-seo fez sua estreia no mundo do entretenimento em 2002, quando ela tinha 15 anos sob seu nome de nascimento, Oh Haet-nim, com a banda Luv gerenciada pelo SidusHQ. Elas lançaram seu primeiro álbum, Story, com os singles "Orange Girl" e "I Still Believe in You". A banda teve vida curta e se desfez seis meses depois. Oh então começou a atuar e fez sua estreia no drama de 2003, Sharp, mas permaneceu desconhecida.

### 2012–2013: Crescimento de popularidade
Embora ela tenha tido um papel importante no filme de 2009 A Blood Pledge, não foi até ela ser escalada para o drama familiar My Husband Got a Family (2012) que ela ganhou maior reconhecimento. Ela então se juntou ao popular programa de variedades We Got Married ao lado de Lee Joon do MBLAQ. No final de 2012, Oh foi escalada para o drama Here Comes Mr. Oh, onde ela teve seu primeiro papel principal.
Em 2013, Oh interpretou uma cirurgiã torácica residente no drama médico Medical Top Team. Ela foi nomeada embaixadora no primeiro Animal Film Festival em Suncheon junto com Kim Min-jun e Kal So-won para ajudar a aumentar a conscientização sobre os direitos e o bem-estar dos animais durante o mês de agosto daquele ano. Oh também foi nomeada Embaixadora da Cruz Vermelha junto com o ator Ryu Soo-young.

### 2014–presente: Reconhecimento
Oh interpretou a protagonista Jang Bo-ri, uma pessoa compassiva e altruísta, na aclamada série Jang Bo-ri is Here! (2014). As avaliações do drama chegaram a 40,4% e levaram a um aumento na popularidade de Oh. Ela teve dificuldade em interpretar a personagem, já que ela tinha crescido em Gyeongsang-do, mas a sua personagem tinha que falar no dialeto de Jeolla-do, sendo que ela nunca o havia usado.
Em 2015, Oh interpretou Shin Yool, a última princesa do reino de Balhae, no drama histórico Shine or Go Crazy, com Jang Hyuk como seu par romântico. A série teve um sucesso modesto e superou as classificações conforme seu intervalo de tempo ao longo de sua exibição.
Oh também estrelou ao lado de Rain no drama da SBS, Please Come Back, Mister, que foi ao ar de fevereiro a abril de 2016. Ela interpretou Han Hong-nan, um personagem masculino reencarnado no corpo de uma mulher. Oh foi elogiada por sua química com a sua coestrela, Lee Ha-nui, com quem ela já havia atuado em Shine or Go Crazy. Ela também impressionou os telespectadores por meio de sua representação cômica de seu papel masculino. No mesmo ano, ela estrelou Take Off 2, uma sequência do filme Take Off de 2009, onde ela interpreta uma jogadora da primeira equipe feminina nacional de hóquei no gelo da Coreia do Sul.
Em 2017, Oh estrelou no remake do drama histórico, sucesso de bilheteria de 2001, My Sassy Girl, ao lado de Joo Won. Em agosto de 2017, Oh assinou um contrato com sua nova agência de talentos, a Celltrion Entertainment. No mesmo ano, ela foi escalada para o drama de comédia/tragédia romântica e fantasia da tvN, A Korean Odyssey, escrita pelas irmãs Hong.
Em 2018, Oh estrelou na adaptação cinematográfica de Cheese in the Trap ao lado de Park Hae-jin, que também interpretou o papel de Yoo Jung na série de televisão de mesmo nome.

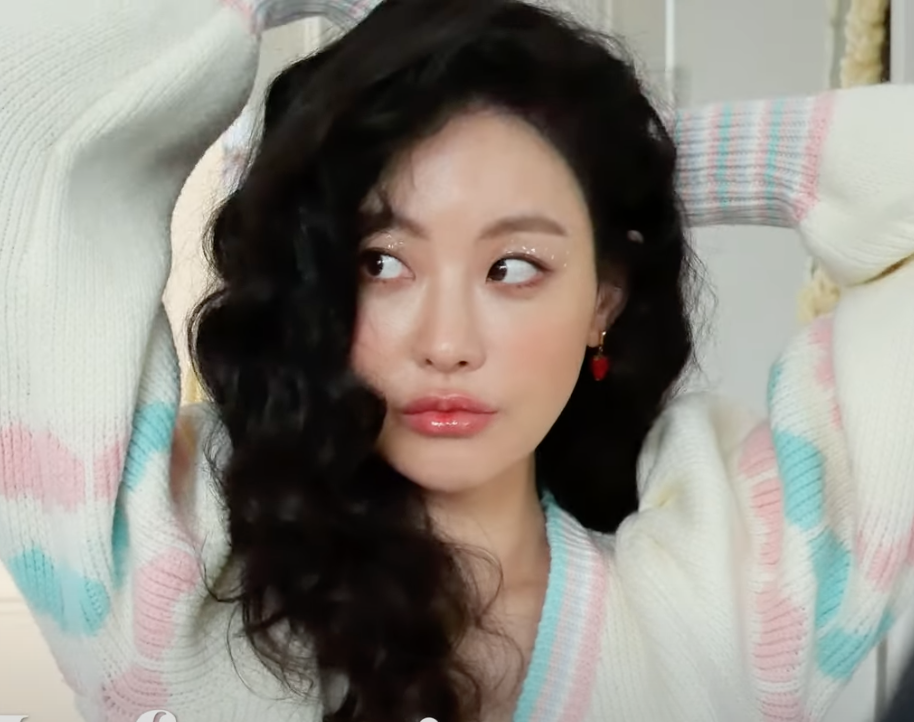
Oh para a Marie Claire Korea em 2021

Em 2019, Oh foi escalada para o drama de comédia romântica Love with Flaws. Em outubro de 2019, ela voltou a trabalhar com o SidusHQ.
Em 2021, Oh foi escalada para a websérie Mad for Each Other, que estreou em 24 de maio, e ao lado de Jung Woo. Mais tarde, em novembro de 2021, Oh assinou, oficialmente, um contrato com a Story J Company.
Em 2022, ela foi escalada para Café Minamdang para o papel de Han Jae-hui, uma detetive da homicídios do terceiro ano, ao lado de Seo In-guk. Mais tarde no mesmo ano, Oh voltou aos cinemas com o filme Men of Plastic, que foi lançado em novembro com o elenco composto por Ma Dong-seok, Jung Kyung-ho e Oh Na-ra. 

## Vida pessoal
Em 29 de março de 2018, foi confirmado que Oh estava em um relacionamento com o ator Kim Bum. No entanto, após alguns meses de namoro, eles se separaram.

## Filmografia

### Filmes
| Ano  | Título                     | Papel             | Notas | Ref.          |
| ---- | -------------------------- | ----------------- | ----- | ------------- |
| 2007 | Herb                       | Professora        |       |               |
| 2007 | Someone Behind You         | Jung Eun-kyung    |       | [ 37 ]        |
| 2007 | May I Cry?                 |                   |       |               |
| 2008 | Our School's E.T.          | Soo-jin           |       | [ 38 ]        |
| 2009 | A Blood Pledge             | Yoo-jin           |       | [ 39 ]        |
| 2010 | Happy Killers              | Modelo de revista |       |               |
| 2011 | Green Days: Dinosaur and I | Han Soo-min       | Voz   | [ 40 ]        |
| 2012 | Just Friends               | Song Eun-ji       |       | [ 41 ]        |
| 2016 | Take Off 2                 | Park Chae-gyeong  |       | [ 42 ]        |
| 2018 | Cheese in the Trap         | Hong Seol         |       | [ 43 ] [ 44 ] |
| 2022 | Men of Plastic             | Gyu Ok            |       | [ 45 ]        |

### Séries de televisão
| Ano       | Título                      | Papel                         | Notas               | Ref.          |
| --------- | --------------------------- | ----------------------------- | ------------------- | ------------- |
| 2003      | Sharp                       | Lee Ye-rim                    |                     |               |
| 2003      | Nonstop 4                   |                               | Cameo (Episódio 33) |               |
| 2006      | Stranger Than Paradise      |                               |                     |               |
| 2006      | Love and Hate               |                               |                     |               |
| 2007      | H.I.T                       | Son Seong-ok                  |                     | [ 46 ]        |
| 2007      | War of Money                | Park Eun-ji                   | Cameo (Episódio 7)  |               |
| 2008      | Drama City: LoveForSale.com | Choi Hee-ju                   |                     | [ 47 ]        |
| 2008      | Returned Earthen Bowl       | Seo Soo-jin                   |                     | [ 48 ]        |
| 2008      | The Great King, Sejong      | Eori                          |                     | [ 49 ]        |
| 2010      | The Great Merchant          | Lee Eun                       |                     | [ 50 ]        |
| 2010      | More Charming by the Day    | Fantasma de sapatos vermelhos |                     |               |
| 2010      | Dong Yi                     | Rainha Inwon                  |                     | [ 51 ]        |
| 2011      | Baby Faced Beauty           | Lee So-jin                    |                     | [ 52 ]        |
| 2012      | My Husband Got a Family     | Bang Mal-sook                 |                     | [ 53 ]        |
| 2012      | Here Comes Mr. Oh           | Na Gong-joo                   |                     | [ 54 ]        |
| 2013      | Medical Top Team            | Choi Ah-jin                   |                     | [ 55 ] [ 56 ] |
| 2014      | Jang Bo-ri Is Here!         | Jang Bo-ri                    |                     | [ 57 ]        |
| 2015      | Shine or Go Crazy           | Shin Yool/Gaebong             |                     | [ 58 ] [ 59 ] |
| 2016      | Come Back, Mister           | Han Hong-nan                  |                     | [ 60 ]        |
| 2017      | My Sassy Girl               | Princesa Hye-myung            |                     | [ 61 ]        |
| 2017–2018 | A Korean Odyssey            | Jin Seon-mi                   |                     | [ 62 ]        |
| 2019–2020 | Love with Flaws             | Joo Seo-yeon                  |                     | [ 63 ]        |
| 2022      | Café Minamdang              | Han Jae-hui                   |                     | [ 64 ]        |

### Webséries
| Ano  | Título                          | Papel         | Notas       | Ref.   |
| ---- | ------------------------------- | ------------- | ----------- | ------ |
| 2021 | Mad for Each Other              | Lee Min-kyung |             | [ 65 ] |
| 2022 | Welcome to Hunam-dong Bookstore | Lee Young-joo | Áudio drama | [ 66 ] |

### Programas de televisão
| Ano  | Título                  | Papel                 | Notas        | Ref.          |
| ---- | ----------------------- | --------------------- | ------------ | ------------- |
| 2012 | We Got Married Season 4 | Membro do elenco      | com Lee Joon | [ 67 ] [ 68 ] |
| 2016 | Boys24                  | Anfitriã oficial (MC) |              | [ 69 ]        |
| 2020 | Get It Beauty 2020      | Anfitriã oficial (MC) |              | [ 70 ]        |

### Participações em videoclipes
| Ano  | Artista              | Música                        |
| ---- | -------------------- | ----------------------------- |
| 2002 | LUV                  | "I Still Believe in You"      |
| 2002 | LUV                  | "Orange Girl"                 |
| 2003 | Masta Wu feat. Seven | "White"                       |
| 2006 | Big Mama             | "Never Mind"                  |
| 2006 | BGH4                 | "Please"                      |
| 2007 | Kim Jang-hoon        | "Smile, Because I Am a Man"   |
| 2008 | Fly to the Sky       | "Drunken Truth"               |
| 2008 | Big Bang             | "With U"                      |
| 2009 | Im Chang-jung        | "Long Time No See"            |
| 2009 | Yim Jae-beom         | "Because of Love"             |
| 2010 | 2AM                  | "You Wouldn't Answer My Call" |
| 2011 | Kim Hyung-jun        | "Oh Ah!"                      |
| 2012 | E2RE                 | "Deep Night Sad Song"         |

### Dramas musicais
| Ano  | Título     | Notas                                                            | Ref.   |
| ---- | ---------- | ---------------------------------------------------------------- | ------ |
| 2022 | Themselves | Três episódios serão produzidos como um musical de grande escala | [ 72 ] |

## Prêmios e indicações
| Cerimônia de premiação    | Ano  | Categoria                                                     | Nomeado/ Trabalho                           | Resultado | Ref.   |
| ------------------------- | ---- | ------------------------------------------------------------- | ------------------------------------------- | --------- | ------ |
| APAN Star Awards          | 2012 | Prêmio Estrela em Ascensão                                    | My Husband Got a Family                     | Venceu    | [ 73 ] |
| APAN Star Awards          | 2013 | Prêmio Estrela Popular                                        | Here Comes Mr. Oh                           | Venceu    | [ 74 ] |
| APAN Star Awards          | 2016 | Prêmio de Atuação, Atriz                                      | Please Come Back, Mister                    | Indicado  |        |
| Asia Model Awards         | 2016 | Prêmio de Popularidade (feminino)                             | Please Come Back, Mister                    | Venceu    | [ 75 ] |
| Asia Model Awards         | 2009 | Prêmio Modelo CF                                              | Oh Yeon-seo                                 | Venceu    | [ 76 ] |
| Blue Dragon Series Awards | 2022 | Melhor Atriz Principal                                        | Mad for Each Other                          | Indicado  | [ 77 ] |
| KBS Drama Awards          | 2012 | Nova Melhor Atriz                                             | My Husband Got a Family                     | Venceu    | [ 78 ] |
| KBS Drama Awards          | 2022 | Prêmio de Excelência, Atriz em Minissérie                     | Café Minamdang                              | Indicado  | [ 79 ] |
| KBS Drama Awards          | 2022 | Prêmio de Melhor Casal                                        | Oh Yeon-seo (com Seo In-guk) Café Minamdang | Venceu    | [ 80 ] |
| Korea Drama Awards        | 2012 | Nova Melhor Atriz                                             | My Husband Got a Family                     | Indicado  |        |
| Korea Drama Awards        | 2014 | Prêmio Top Excelência, Atriz                                  | Jang Bo-ri Is Here!                         | Venceu    | [ 81 ] |
| MBC Drama Awards          | 2012 | Nova Melhor Atriz                                             | Here Comes Mr. Oh                           | Venceu    | [ 82 ] |
| MBC Drama Awards          | 2014 | Grande Prêmio (Daesang)                                       | Jang Bo-ri Is Here!                         | Indicado  |        |
| MBC Drama Awards          | 2014 | Prêmio Top Excelência, Atriz em Série de Drama                | Jang Bo-ri Is Here!                         | Venceu    | [ 83 ] |
| MBC Drama Awards          | 2019 | Prêmio Top Excelência, Atriz em Minissérie de quarta a quinta | Love with Flaws                             | Indicado  |        |
| SBS Drama Awards          | 2016 | Prêmio de Excelência, Atriz em Drama de Fantasia              | Please Come Back, Mister                    | Venceu    | [ 84 ] |
| SBS Drama Awards          | 2017 | Prêmio Top Excelência, Atriz em um drama de segunda a terça   | My Sassy Girl                               | Indicado  |        |

### Artigos em Lista
| Editor | Ano  | Lista                 | Classificação | Ref.   |
| ------ | ---- | --------------------- | ------------- | ------ |
| Forbes | 2013 | Korea Power Celebrity | 28a Posição   | [ 85 ] |